# Brandon Bollig
Brandon Bollig (* 31. Januar 1987 in Saint Charles, Missouri) ist ein ehemaliger US-amerikanischer Eishockeyspieler. Der Center bestritt in seiner von 2010 bis 2018 andauernden Profikarriere unter anderem 241 Partien für die Chicago Blackhawks und Calgary Flames in der National Hockey League, kam allerdings überwiegend in der American Hockey League zum Einsatz. Mit den Blackhawks gewann er in den Playoffs 2013 den Stanley Cup.

## Karriere
Brandon Bollig begann seine Karriere als Eishockeyspieler bei den Lincoln Stars, für die er von 2005 bis 2008 in der Juniorenliga United States Hockey League aktiv war. Anschließend besuchte er zwei Jahre lang die St. Lawrence University, für deren Eishockeymannschaft er parallel in der National Collegiate Athletic Association spielte. Die Saison 2009/10 beendete der Center bei den Rockford IceHogs, für die er in der American Hockey League in drei Spielen je ein Tor und eine Vorlage erzielte. In der folgenden Spielzeit wurde er regelmäßig bei den Rockford IceHogs in der AHL eingesetzt und erzielte in 55 Spielen vier Tore. Auch die Saison 2011/12 begann der US-Amerikaner zunächst in Rockford, gab im weiteren Saisonverlauf jedoch sein Debüt für deren Kooperationspartner Chicago Blackhawks in der National Hockey League.
Am 28. Juni 2014 wurde Bollig im Austausch gegen ein Drittrunden-Wahlrecht im NHL Entry Draft 2014 an die Calgary Flames abgegeben. Bei den Flames erfüllte er seinen Dreijahresvertrag, den er noch bei den Blackhawks unterzeichnet hatte, wobei er in der Saison 2016/17 ausschließlich in der AHL bei den Stockton Heat zum Einsatz kam. Im Juli 2017 schloss er sich dann als Free Agent den San Jose Sharks an. Dort war er bis Februar 2018 aktiv, als ihn die Sharks, ohne einen NHL-Einsatz in San Jose absolviert zu haben, samt Troy Grosenick an die Nashville Predators abgaben. Im Gegenzug erhielten die Sharks ein Sechstrunden-Wahlrecht im NHL Entry Draft 2018. In Nashville beendete er die Spielzeit, ohne dort im Sommer 2018 einen weiterführenden Vertrag zu erhalten. Anschließend verkündete er im Januar 2019 das Ende seiner aktiven Karriere.

## Erfolge und Auszeichnungen
- 2013 Stanley-Cup-Gewinn mit den Chicago Blackhawks

## Karrierestatistik
(Legende zur Spielerstatistik: Sp oder GP = absolvierte Spiele; T oder G = erzielte Tore; V oder A = erzielte Assists; Pkt oder Pts = erzielte Scorerpunkte; SM oder PIM = erhaltene Strafminuten; +/− = Plus/Minus-Bilanz; PP = erzielte Überzahltore; SH = erzielte Unterzahltore; GW = erzielte Siegtore; 1 Play-downs/Relegation; Kursiv: Statistik nicht vollständig)